# كريم خان الكرماني
الشيخ محمد كريم خان بن إبراهيم الكرماني (1225 هـ - 1288 هـ). كان من رؤساء الفرقة الشيخية،(1) وهي من فرق الشيعة الإمامية المنسوبة لأحمد بن زين الدين الأحسائي، شيعي المذهب.

## سيرته

### نسبه
ينتمي الكرماني للأسرة القاجارية التي حكمت إيران من سنة 1779 م إلى 1925 م، وكان والده إبراهيم ظهير الدولة [الفارسية] والياً على كرمان من قِبَل ابن عمّه فتح علي شاه، ويدّعي أبناء الكرماني أن نسبهم يمتدّ إلى موسى بن جعفر الكاظم كما نقل ذلك محمد حسن الطالقاني عن زين العابدين خان نجل الكرماني، وعلّق عليه مبدياً استغرابه، فقال: «وقد تفرّد الشيخ زين العابدين خان الكرماني بنقل قصّة غريبة، ادّعى فيها أنّ الفرع الذي ينتمون إليه من السلالة القاجارية علويٌ من ذريّة الملوك الصفويين المعروفين بانتسابهم إلى أهل البيت عليهم السلام، لكنهم لم يُعرفوا بذلك إلا عند بعض الخواص»، وقد رد عليه علي الموسوي مرجع الشيخية في البصرة، في رسالته دفع الاشتباه والريب، وقال ضمن ما قال: «وليست هذه القصة قصةً غريبةً كما يدّعي الأستاذ الطالقاني، وقد كان من الأئمة الأطهار إماء من النجيبات الصالحات».

## مؤلفاته
ألف الكرماني عدداً كبيراً من الكتب والمؤلفات باللغتين العربية والفارسية، وإن حفيده أبو القاسم الإبراهيمي الكرماني خصّص الباب الثالث من كتابه الفارسي فهرست کتب شیخ احمد احسایی وسایر مشایخ عظام لذكر مؤلفاته، وقال محمد حسن الطالقاني في دراسته حول الشيخية: «وقد أحصى حفيده الإبراهيمي مؤلفاته فأنهاها إلى 246 رسالة و22 فائدة و9 مراسلات ومقالة واحد و21 موعظة، وغير ذلك من الصغار، ومجموعها 267 مجلداً و576534 بيتاً»، كما أن آغا بزرگ الطهراني ذكر كثيراً منها في مواضع متفرقة من موسوعته الذريعة إلى تصانيف الشيعة. ومن أهم هذه المؤلّفات:
- فصل الخطاب في أخبار آل محمد الأطياب. كتاب حديثي، ذكره محسن الأمين العاملي في ترجمته للكرماني في كتابه أعيان الشيعة قائلاً عنه: «كتاب فصل الخطاب في الاخبار أصولاً وفروعاً مطبوع في 1507 صحائف بالقطع الكبير بمجلد واحد يكون بمنزلة خمسة مجلدات».[5] وقال عنه الطهراني في الذريعة: «جمع فيه الأخبار من الكتب الأربعة، ورتّبه على مقدمة وثلاثة أسفار وخاتمة» ثم ذكر اًن «السفر الأول في علم الحقيقة والثاني في علم الطريقة والثالث في علم الشريعة».[6]
- إرشاد العوام. كتاب باللغة الفارسية في العقائد في أربع مجلّدات،[7][8] ويقول فيه الطالقاني: «وأهم آثاره وأشهرها إرشاد العوام، وهو أكثرها تعرضاً للنقد والمؤاخذات عليه».[4]
- الفطرة السليمة. في أصول العقائد باللغة العربية في ثلاث مجلدات.[9]
- الجامع لأحكام الشرائع. كتاب فقهي فتوائي لعمل عامة المتديّنين.

## الهوامش
- 1 - انقسم الشيخية إلى قسمين؛ الكرمانية وهم أتباع محمد كريم خان الكرماني، والاسكوئية أتباع حسن گوهر الحائري الذين صاروا يعرفون فيما بعد بالإحقاقية نسبة إلى موسى الإحقاقي. وأتباع القسم الثاني بشكل عام يرفضون لقب (الشيخية) ويصرون على أنهم لا يختلفون عقائدياً مع بقية الشيعة الإثني عشرية، وهم أقرب إلى بقية الشيعة من القسم الأول.